# Incisitermes platycephalus
Incisitermes platycephalus är en termitart som först beskrevs av Light 1933.  Incisitermes platycephalus ingår i släktet Incisitermes och familjen Kalotermitidae. Inga underarter finns listade i Catalogue of Life.